# 1357
Năm 1357 là một năm trong lịch Julius.

## Mất
Trần Minh Tông , vị vua thứ 5 của Nhà Trần